# Vélobuissonnière
Vélobuissonnière ist die Bezeichnung der Veloroute Nr. 44 im französischen Schema der Radwanderwege und Voies Vertes (Grünen Routen).
Der Radwanderweg verbindet Alençon in der Region Normandie mit Saumur in der Region Pays de la Loire. Er hat Verbindungen zu den Radwegen Véloscénie (V40), La Vallée du Loir à vélo (V47),  La Loire à Vélo (EV6) und Vélo Francette (V43). Der Radwanderweg verläuft zu 15 Prozent auf eigener Trasse und hauptsächlich auf verkehrsarmen Straßen mit geteilter Fahrspur. 

Sehenswürdigkeiten
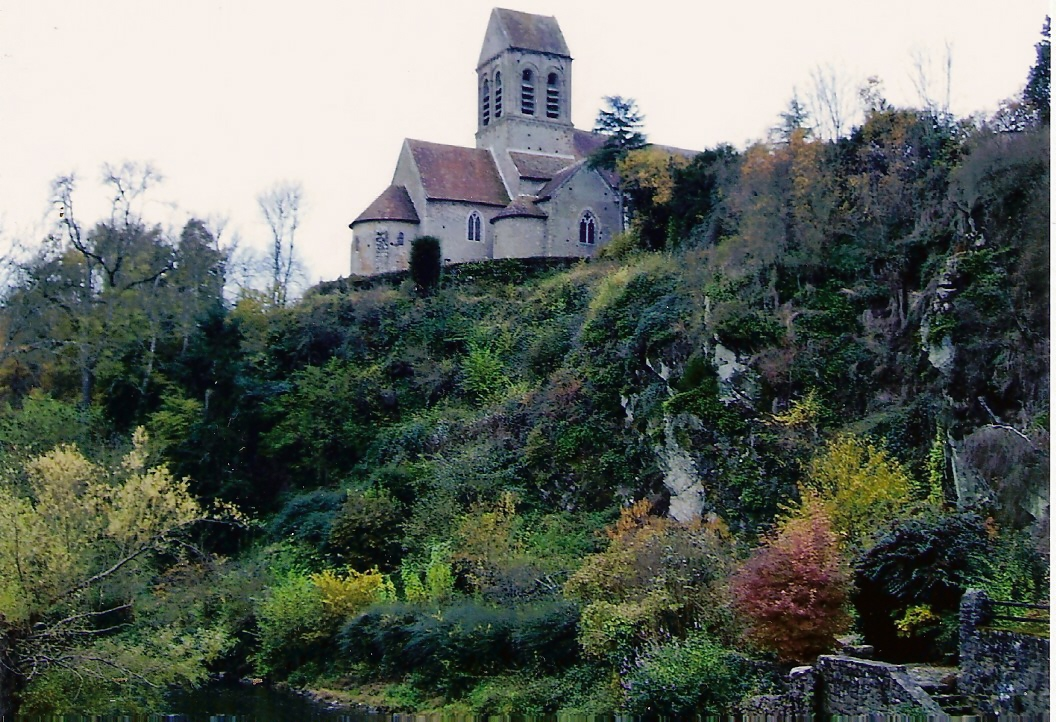
Kirche Saint-Céneri-le-Gérei
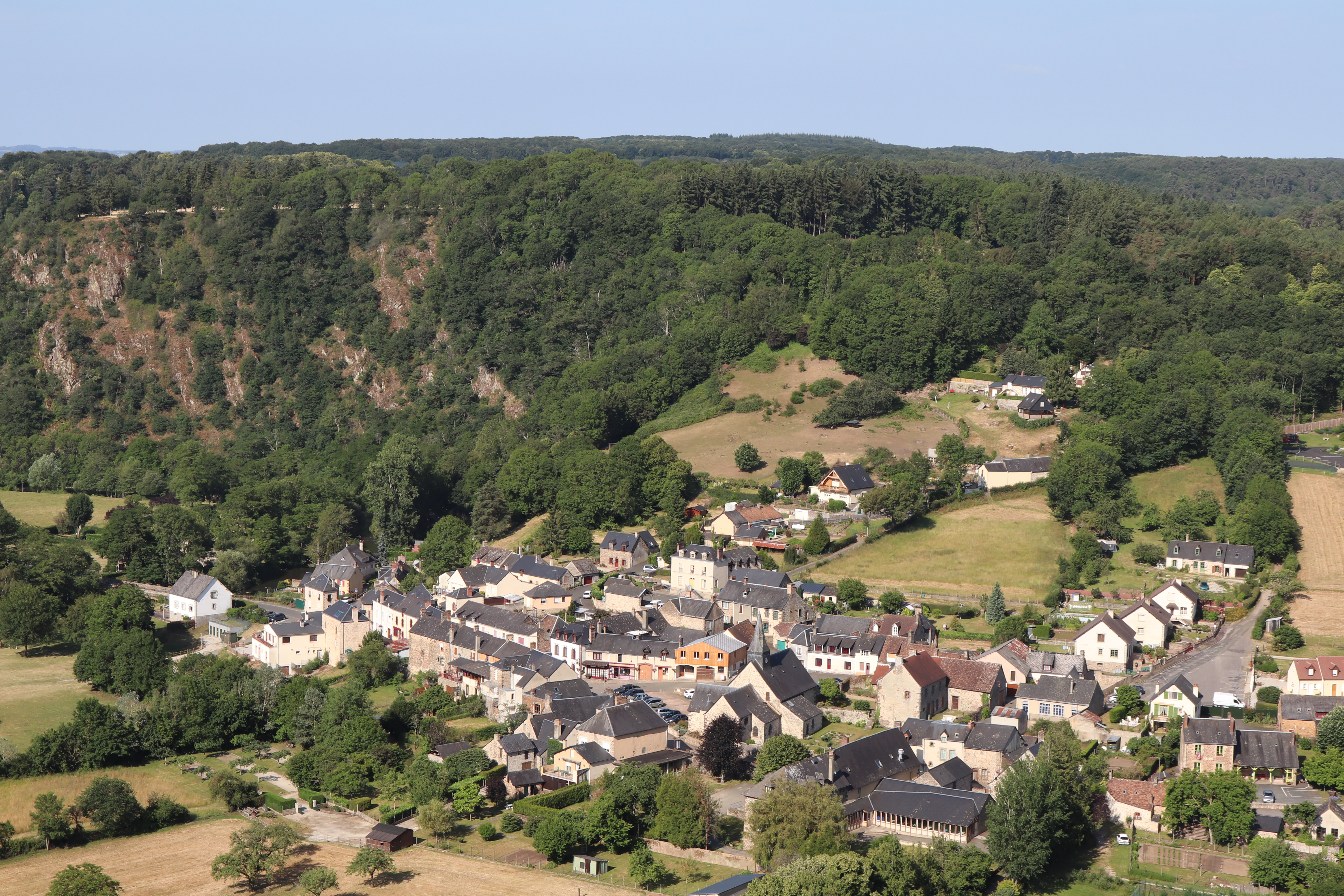
Saint-Léonard-des-Bois
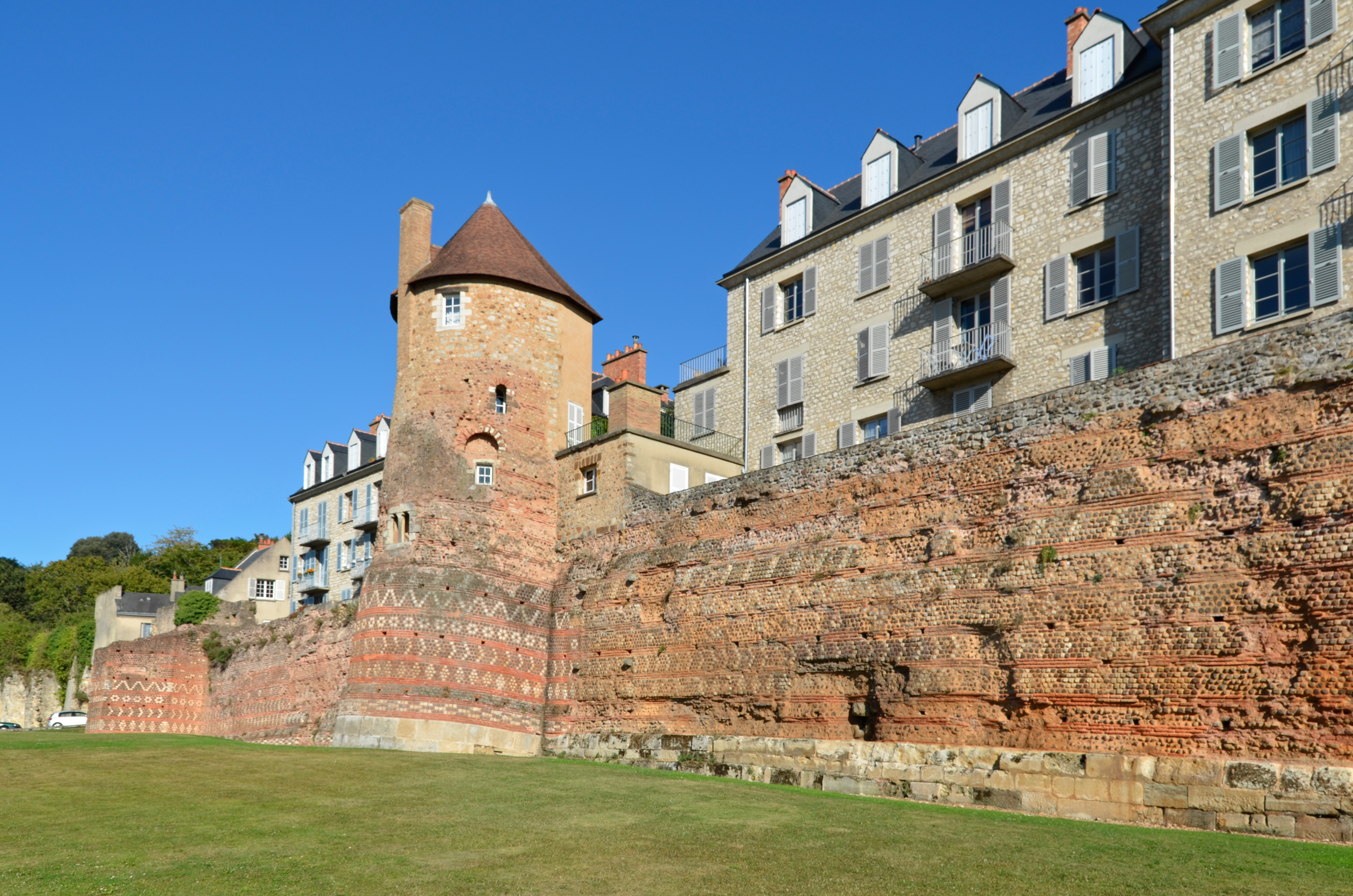
Römische Stadtmauer von Le Mans
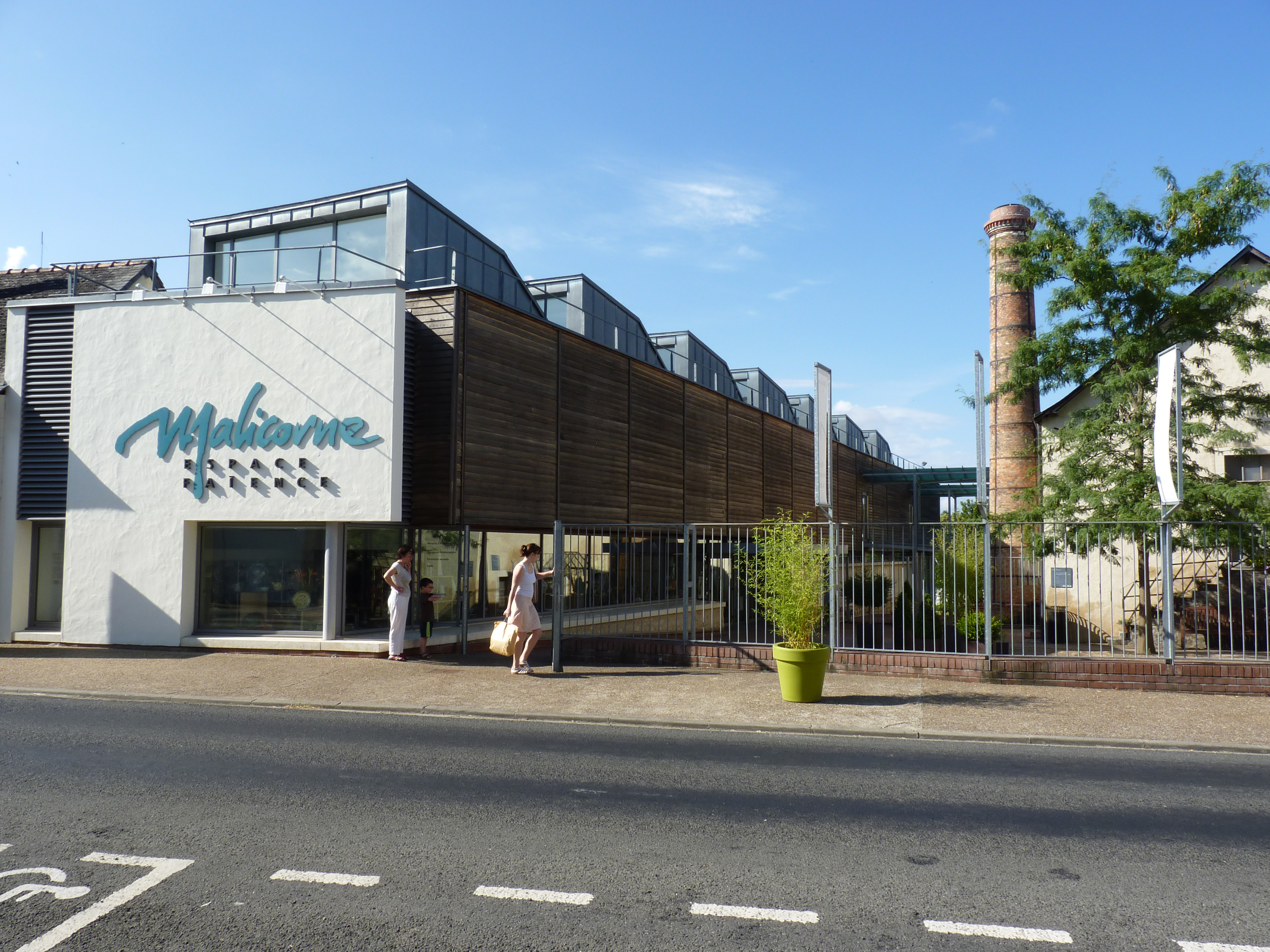
L'Espace Faïence de Malicorne
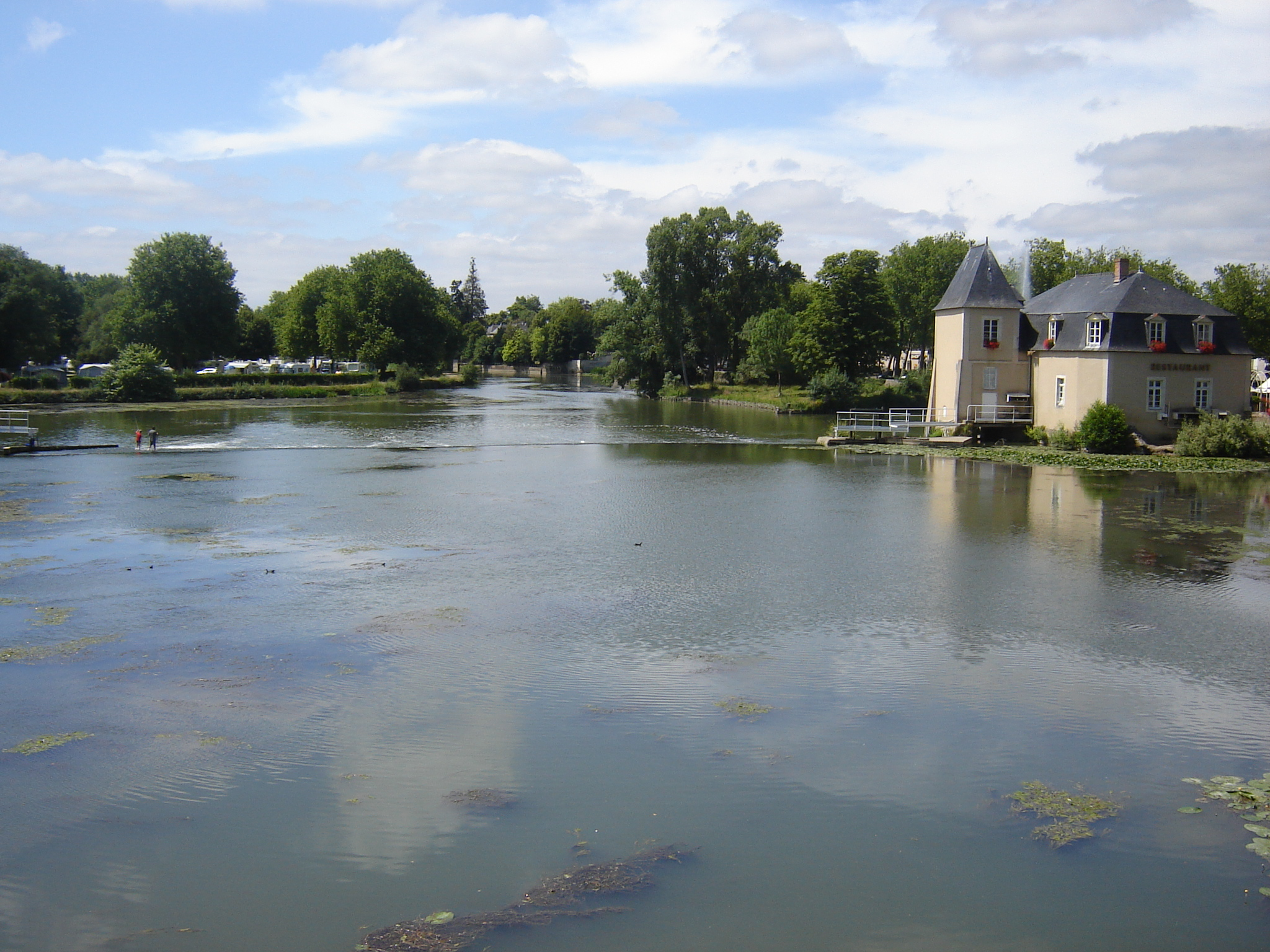
Der Loir bei La Flèche
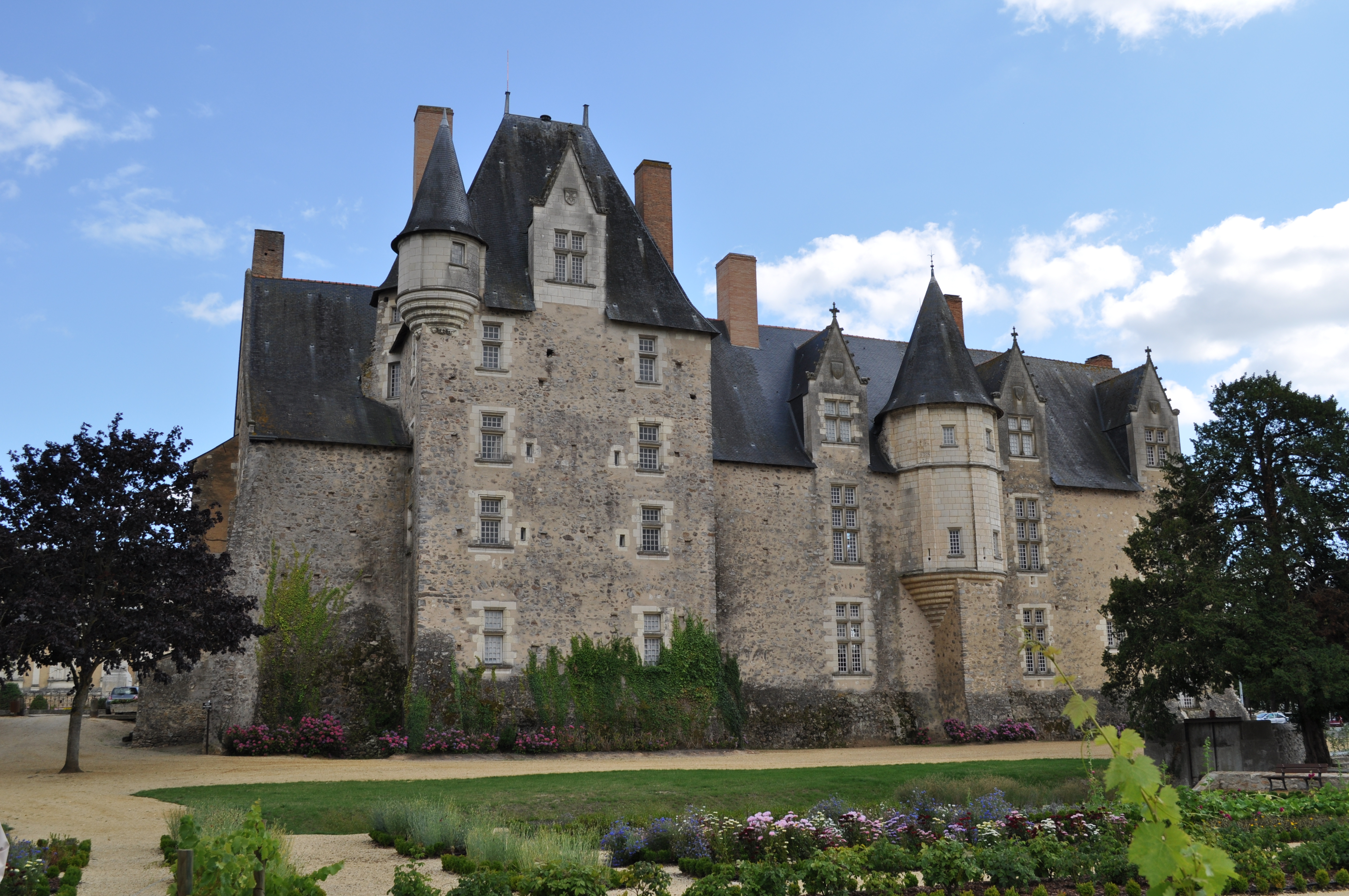
Schloss Baugé
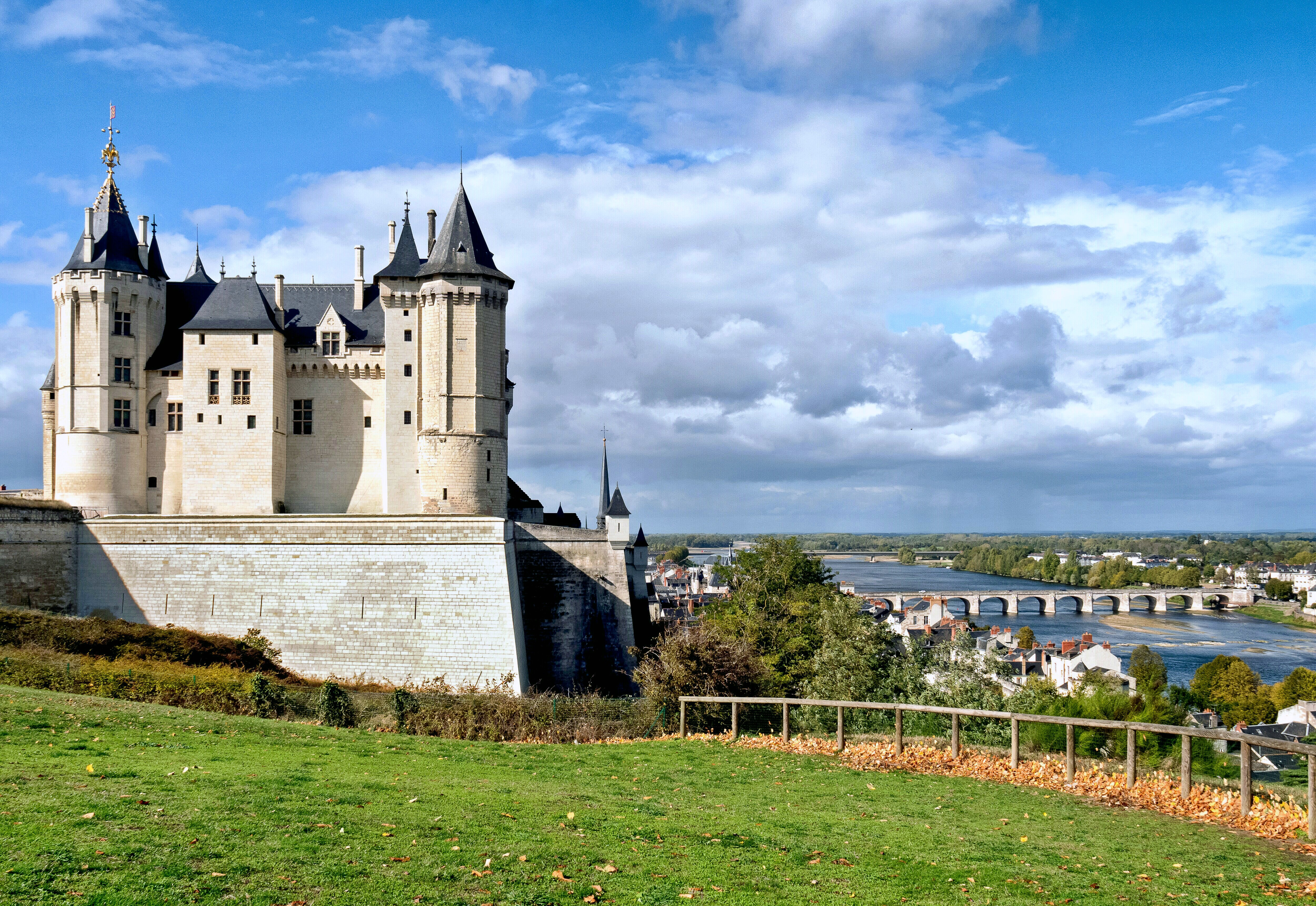
Schloss Saumur